# Tzeananiaceae
Tzeananiaceae is een familie van de  Ascomyceten. Het typegeslacht is Tzeanania.

## Geslachten
Volgens Index Fungorum bevat de familie de volgende geslachten:
- Tzeanania